# 渋川敬直
渋川 敬直（しぶかわ ひろなお、文化12年（1815年） - 嘉永4年7月25日（1851年8月21日））は、江戸時代後期の暦学者・幕臣。通称は六蔵。号は福堂。天文方渋川景佑の嫡男として江戸に生まれる。佑賢の兄。子に敬典。

## 来歴
天保2年（1831年）6月、17歳で父の下に天文方見習となる。天保13年（1842年）10月に在職のまま、書物奉行を兼ねて禄として切米200俵を与えられた。家業の天文学・暦学のみならず、和漢洋にも通じ、オランダ語の英文法の書物を翻訳した『英文鑑』を著した。また、父・景佑の天保暦改暦の際にはその片腕として活躍した。
老中水野忠邦はその才能を愛し、天保の改革の際にはたびたび国政に関する意見を求められて上書を行ったほか、鳥居耀蔵と共に蛮社の獄に関与したとも言われている。このため、鳥居・後藤光亨（三右衛門）と共に「水野の三羽烏」とも呼ばれた。
天保10年7月（1839年）に敬直は忠邦に意見書を提出し、オランダ風説書は通詞を通さずに長崎奉行より直接江戸に上呈して日本国外の情報が民間に流れることを厳しく禁じること、オランダ語をはじめ西洋の書籍に対する検閲と翻訳の規制を強化すること、天文方の業務と医者が蘭方医学を学ぶことを例外として蘭学を一切禁止することを上申している。これは、敬直を含めた天文方が組織維持のために太陽太陰暦の維持と蘭学を含めた洋学知識の独占を図ったものであったと考えられている。
これはただちには認められなかったものの、弘化2年（1845年）7月にはオランダ語などの翻訳書の出版の許可権限が町奉行から天文方に移管されている。弘化元年（1844年）にオランダ国王ウィレム2世から江戸幕府に充てられた開国を勧告する国書の翻訳を担当したのも敬直であった。
ところが、忠邦が失脚すると罪を問われ、弘化2年10月3日（1845年11月2日）、豊後に配流されて臼杵藩主稲葉観通に御預けとなった（耀蔵も丸亀藩主京極高朗に御預け、後藤三右衛門は斬首、忠邦は実子の忠精に家督を相続させた後に蟄居隠居、その後出羽山形藩に転封）。このため、敬直は廃嫡されて弟の佑賢が後継者となった。6年後、失意のうちに37歳で病死した。没後、生前の意見書が『見果てぬ夢』としてまとめられた。法号は霊照院月峰宗円居士。
墓は大分県臼杵市二王座の多福寺と東京都品川区の東海寺。

## 系譜
- 父：渋川景佑
- 母：不詳
- 妻：不詳
- 子女：渋川敬典